# Les Granges-Gontardes
Les Granges-Gontardes – miejscowość i gmina we Francji, w regionie Owernia-Rodan-Alpy, w departamencie Drôme.
Według danych na rok 1990 gminę zamieszkiwało 511 osób, a gęstość zaludnienia wynosiła 70 osób/km² (wśród 2880 gmin regionu Rodan-Alpy Les Granges-Gontardes plasuje się na 1136. miejscu pod względem liczby ludności, natomiast pod względem powierzchni na miejscu 1336.).